# NGC 2694
NGC 2694 é uma galáxia elíptica (E1) localizada na direcção da constelação de Ursa Major. Possui uma declinação de +51° 19' 57" e uma ascensão recta de 8 horas, 56 minutos e 59,2 segundos.
A galáxia NGC 2694 foi descoberta em 9 de Março de 1850 por William Parsons.